# Otto Kern (Designer)

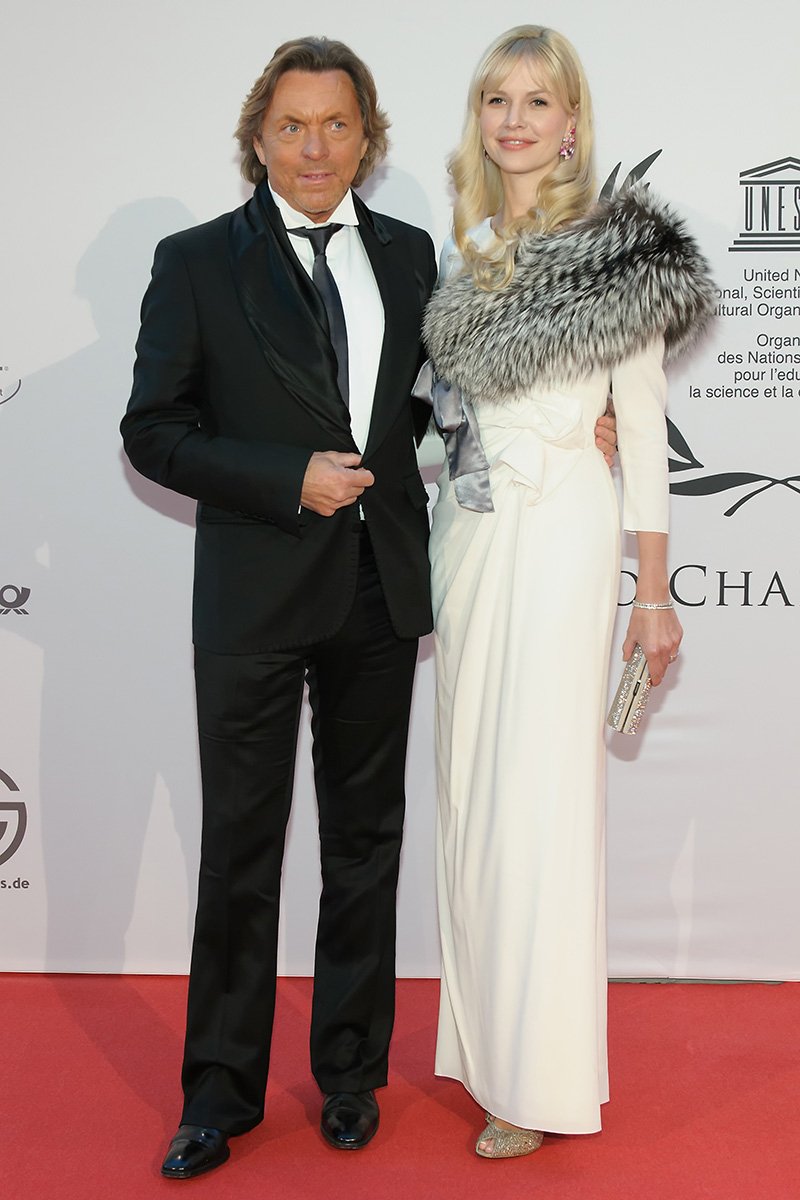
Otto Kern mit Ehefrau Naomi Valeska Kern bei der UNESCO Charity Gala in Düsseldorf (2012)

Otto Kern (* 8. Februar 1950 in Nördlingen; † 10. oder 11. Dezember 2017 in Larvotto, Monaco) war ein deutscher Modeunternehmer.

## Leben
Nach seinem Abitur begann Kern Rechts- und Wirtschaftswissenschaften an der Universität Frankfurt am Main zu studieren. Währenddessen arbeitete er unter anderem bei dem Herrenausstatter Annas Menshop als Aushilfe. Er brach sein Studium ab, gab seine erste eigene Hemdenkollektion in der Wäschefabrik seiner Mutter in Auftrag und gründete wenig später die Otto Kern GmbH & Co. KG.
1993 verkaufte er 60 Prozent seines Unternehmens an die MHM Mode Holding und im Jahr 2000 weitere Anteile an die Ahlers AG inklusive der Rechte an seiner eigenen Marke «Otto Kern».

Danach zog er sich ganz ins Privatleben zurück.
Zuletzt lebte Kern in Kitzbühel, Monaco und auf St. Barth.
Am 11. Dezember 2017 wurde Kern tot in Monaco auf der Terrasse des ersten Stocks vom Le Formentor – einer Wohnresidenz im Bezirk Larvotto – aufgefunden. Kern hatte versucht, auf dem Balkon seines Apartments im 13. Stock eine Satellitenschüssel neu auszurichten, wo er laut der Illustrierten Bunte vermutlich aufgrund einer Windböe den Halt verlor. Otto Kern ruht auf dem Cimetière de Monaco.

## Privates
Kern war viermal verheiratet: 1979 heiratete er die Halbvietnamesin Patricia Kern.
Diese Ehe wurde 1985 geschieden und die zweite Ehe führte er von 1996 bis 1999 mit der Designerin Sarah Kern (geborene Reismann).

Kerns dritte Ehefrau Daniela Filipovic, mit der er seit 2002 verheiratet war, starb 2004 bei einem Unfall auf der Autobahn 8.
Nach Ermittlungen der Polizei soll sich die 32-Jährige in der Nacht zum ersten Weihnachtsfeiertag stark alkoholisiert auf die Fahrbahn gelegt haben und wurde dort überfahren. Sie erlag ihren schweren Verletzungen im Krankenhaus.

2008 heiratete Kern das 27-jährige Model Naomi Valeska Salz, die unter dem Label «Naomi Valeska Couture» ihre eigene Modekollektion vertreibt.
Seine drei Kinder stammen von den ersten beiden Ehefrauen.

## Motorsport
Er setzte sich für den Motorsport ein, indem er den früheren Formel 1 Champion Keke Rosberg finanziell unterstützte und auch selbst Rennen fuhr.

## Unternehmen
Die Otto Kern GmbH & Co. KG wurde 1970 in Kaiserslautern gegründet, nachdem Kern seine erste eigene Hemdenkollektion entworfen hatte. Die erste Damen-Kollektion wurde im Jahr 1972 herausgebracht. Schon in der ersten Saison konnte Kern rund 20.000 Hemden verkaufen und 1973 verzeichnete das Unternehmen 25 Millionen Mark Umsatz.
2000 verkaufte der Unternehmer Otto Kern seine Markenrechte an den Männermode-Hersteller Ahlers AG in Herford.

Ab 2006 wurden von der Otto Kern Cosmetics GmbH in Stolberg (Rheinland) unter dem Label «Otto Kern» Parfüms, Waschseifen und Kosmetika auf den Markt gebracht, die in Lizenz bei Mäurer & Wirtz hergestellt werden.